# Skinnarloppet
Skinnarloppet är en årlig längdskidåkningstävling som avgörs i Malung, Malung-Sälens kommun i Sverige. Loppet är seedningsgrundande för Vasaloppet och körs alltid två veckor innan Vasaloppet. Sträckan är 45 km för herrar och 42 km för damer.